# Ūdrija
Ūdrija (ryska: Удрия) är en ort i Litauen. Den ligger i den södra delen av landet, 90 km väster om huvudstaden Vilnius. Ūdrija ligger 88 meter över havet och antalet invånare är 453.
Terrängen runt Ūdrija är platt. Runt Ūdrija är det ganska glesbefolkat, med 24 invånare per kvadratkilometer. Närmaste större samhälle är Alytus, 12,1 km sydost om Ūdrija. Trakten runt Ūdrija består till största delen av jordbruksmark.